# Hrabůvští zpěváčci
Hrabůvští zpěváčci byl dětský pěvecký sbor, založený v roce 1939 sbormistrem Bohumilem Kulínským starším. Sbor byl označován za nejlepší protektorátní dětský pěvecký sbor své doby.

## Historie
Pěvecký sbor Hrabůvští zpěváčci založil roku 1939 ve škole ve vesnici Hrabůvka (v současné době část Ostravy-Zábřeh) učitel Bohumil Kulínský. Ten se ještě týž školní rok rozhodl sbor přihlásit do celostátní rozhlasové soutěže školních sborů. Soutěž, do které byly zaslány nahrávky od cca 300 dalších sborů a kterou anonymně posuzovala odborná porota, vyhrál právě školní sbor Kulínského Hrabůvští zpěváčci. Děti byly i se svým sbormistrem pozvány do Prahy  k nahrání gramofonové desky a živému koncertu pro Československý rozhlas. Sbor s úspěchem vystupoval na koncertech v ostravském regionu, později i jinde, v roce 1942 a 1943 účinkoval ve Smetanově síni Obecního domu. Během let 1940-48 vystoupil na více než 150 koncertech. Po ukončení 2. světové války přijal Bohumil Kulínský nabídku na vybudování nově vznikajícího Dětského pěveckého sboru Českého rozhlasu, na zkoušky Hrabůvských zpěváčků dojížděl a i nadále s nimi pracoval. Od roku 1946 vysílal Československý rozhlas pravidelně nahrávky sboru.
Roku 1947 se část členů sboru účastnila Světového festivalu mládeže v Praze, kde byli oceněni jako nejlepší dětský sbor, vyvrcholením jejich působení se stal společný zájezd s pražským sborem na turné po Švédsku v roce 1948. Sbor roku 1948 zanikl pro časovou zaneprázdněnost Bohumila Kulínského. 